# Gymnetina salicis
Gymnetina salicis är en skalbaggsart som beskrevs av Bates 1889. Gymnetina salicis ingår i släktet Gymnetina och familjen Cetoniidae. Inga underarter finns listade i Catalogue of Life.